# Thea Reichardt
Thea Reichardt (* 29. September 1921 in Schwerin) ist eine deutsche Textilkünstlerin.

## Leben und Werk
Die Familie Thea Reichardts wanderte 1929 von Deutschland nach Finnland aus. Dort studierte sie von 1940 bis 1944 an der Universität Helsinki Germanistik, Literaturgeschichte, Anglistik und Kunstgeschichte. Von 1944 bis 1947 war sie interniert. 1947 zog sie in die Sowjetische Besatzungszone. Sie baute sich in Bützow eine Weberei-Werkstatt auf und arbeitete freischaffend als Webermeisterin. 1949 erhielt sie das Gütezeichen des Kunsthandwerks, 1954 bestand sie die Meisterprüfung des Weberhandwerks, und 1955 bekam sie den renommierten Titel Anerkannter Kunsthandwerker. 1955 begann sie Lehrlinge auszubilden. 1957 studierte sie in Finnland Damast-Weberei an einer Fachschule für Textil.
Von 1950 bis 1957 beschäftigte Thea Reichardt sich speziell mit der Leinenweberei, ab 1964 mit Hirtenteppichen und ab 1987 mit Transparentgewebe. 1966 promovierte sie an der Humboldt-Universität Berlin zu dem Thema „Das Werk der Leineweber in Mecklenburg und Vorpommern im 18. und 19. Jahrhundert“.
Thea Reichardt war ab 1956 Mitglied des Verbands Bildender Künstler Deutschlands, des späteren Verbands Bildender Künstler der DDR (VBK), ab 1966 Mitglied der Gutachterkommission der DDR für Kunsthandwerk, von 1967 bis 1975 Leiterin der Arbeitsgemeinschaft für Angewandte Kunst des Bezirksverbands Schwerin des VBK und ab 1974 Mitglied des Rats für Kunsthandwerk im Ministerium für Kultur der DDR.
Thea Reichardt hatte in der Zeit der DDR im In- und Ausland eine große Zahl von Einzelausstellungen und Ausstellungsbeteiligungen, unter anderem 1962/1963 an der Fünften Deutschen Kunstausstellung und 1972/1973 an der VII. Kunstausstellung der DDR in Dresden. Sie wurde unter anderem mit dem Fritz-Reuter-Kunstpreis des Rates des Bezirks Schwerin geehrt.
1988 zog sie in die Bundesrepublik.

## Werke (Auswahl)

### Weberei
- Das Riff (1972, Transparentgewebe, 105,0 × 76,0 × 3,0 cm; Kunstgewerbemuseum Dresden, Inv. 40436)[1]
- Schoten (1972, Transparentgewebe, 75 × 240 cm; auf der VII. Kunstausstellung der DDR)[2]

### Fach-Publikationen
- Das Werk der Leineweber in Mecklenburg und Vorpommern im 18. und 19. Jahrhundert. Hänsel-Hohenhausen – Verlag der Deutschen Hochschulschriften DHS, 2000; ISBN 978-3-82671-171-8 (Text der Dissertation)
- Eine alte Webtechnik. In: Volkskunst, Leipzig, 11/1957, S. 76 f